# Tates isogenisats
Inom matematiken är Tates isogenisats, bevisad av Tate (1966), ett resultat som säger att två abelska varieteter över en ändlig kropp är isogena om och bara om deras Tatemoduler är isomorfiska (som Galoisrepresentationer).